# Konrad von Burgsdorff

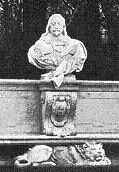
Konrad von Burgsdorff – Büste in der Siegesallee

Konrad von Burgsdorff (* 1. Dezember 1595 auf Hohenziethen im Kreis Soldin; † 11. Februar 1652 in Berlin) war kurbrandenburger Oberkämmerer und Geheimrat. Er war Oberkommandierender aller Festungen in der Mark Brandenburg sowie Dompropst in Halberstadt und Brandenburg. Des Weiteren war er Ritter des Johanniterordens, Kommendator der Kommende Johanniterburg Lagow und Erbherr auf Goldbeck, Buckow, Oberstorf und Groß-Machenow.
Sein Vater war Alexander Magnus von Burgsdorff (1567–1620). Dieser war kurbrandenburger Hauptmann in Zehden sowie Erbherr auf Hohenziethen. Seine Mutter war Katharina von Roebel (1576–1615), sie war eine Tochter des Generalfeldmarschall Joachim von Roebel. Sein Bruder Georg Ehrentreich von Burgsdorff war auch kurbrandenburger Obrist und Gouverneur von Küstrin.
Unter dem Gesellschaftsnamen Der Einfältige wurde er als Mitglied in die Fruchtbringende Gesellschaft aufgenommen.

## Leben

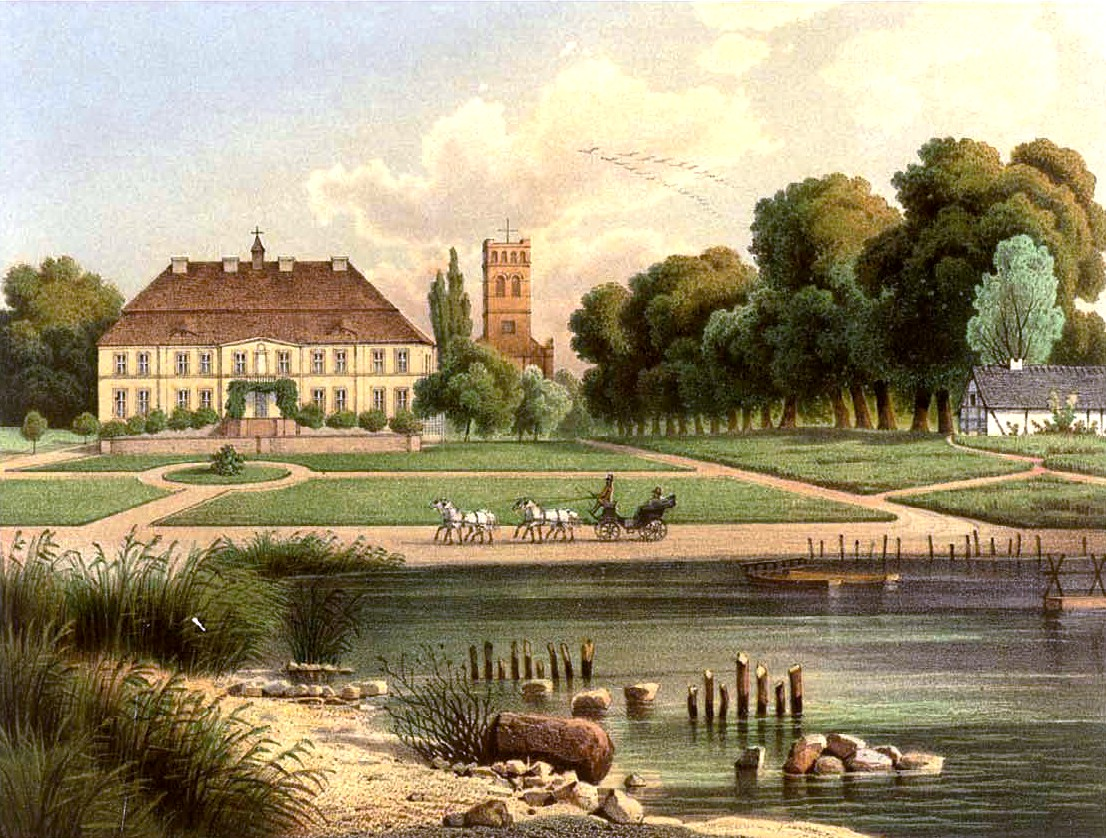
Schloss Hohenzieten um 1860, Sammlung Alexander Duncker

Im Jahr 1609 wurde er Spielkamerad für den Kurprinzen (und späteren Kurfürsten) Georg Wilhelm. 1612 ging er mit ihm auf die hohe Schule in Frankfurt an der Oder und 1613 mit in das Herzogtum Kleve. Danach ging er zum Militär. 1614 wurde er Fähnrich im Regiment Kettler. Danach ging er in französische Dienste im Regiment des Grafen Bernhard von Wittgenstein. In einem Gefecht mit den Truppen des Marquis de Rinell wurde er schwer verletzt. Er wurde am Arm, am Knie und am Schenkel so schwer getroffen, dass er als scheinbar Toter auf dem Schlachtfeld zurückblieb. Als am nächsten Morgen die Toten begraben werden sollten, erkannte man, dass er noch lebte. Er wurde mit Hoffnung auf ein Lösegeld versorgt, aber es dauerte noch ein Jahr, bis er wieder gesund war.
Er kehrte nach Brandenburg zurück, wo ihn der Kurfürst Georg Wilhelm mit offenen Armen empfing. Er machte ihn zum Kammerjunker. 1618 kam er zur Leibgarde zu Fuß, zu deren Hauptmann er im September 1620 ernannt wurde. Zu dieser Zeit wurde er auch Ritter des Johanniterordens, wo er auch designierter Komthur von Lagow wurde.
1623 bekam er den Befehl, fünf Kompanien Reiter zu werben, zu deren Oberstleutnant man ihn machte. Am 1. Dezember 1626 wurde er auch Oberstleutnant des Leibregiments zu Fuß, dafür bekam er 240 Florint Sold. Im Februar 1630 errichtete er eine Spezialeinheit von 400 Mann aus der Leibgarde des Kurfürsten. 1632 wurde er Oberst und bekam ein Regiment zu Fuß und eines zu Pferd zugewiesen. Kurz danach erhielt er das Kommando über die Stadt und Zitadelle Spandau. Für die Zeit von 1640 bis 1652 war er Kommandant von Stadt und Festung Küstrin.
Der Kurfürst Georg Wilhelm starb, aber auch dessen Nachfolger Kurfürst Friedrich Wilhelm förderte ihn. Dieser ernannte ihn am 23. Januar 1641 zum Regierungsrat und Kammerrat der Neumark, am 23. Januar 1641 zum Geheimrat und Oberkommandanten aller Festungen in der Kurmark Brandenburg, dazu bekam er die Dompropstei der Stifte Havelberg und Brandenburg. Bereits 1641 wählten ihn die Landstände der Kurmark zu ihrem Deputierten und Verordneten. 1646 schickte ihn der Kurfürst nach Holland, um beim Prinzen von Oranien um dessen Tochter zu werben. Bis 1651 nahm Burgsdorff entscheidenden Einfluss auf die Führung der Staatsgeschäfte, bis er am 5. Januar 1652 auf Betreiben der Kurfürstin Luise Henriette aus allen Ämtern entlassen wurde.
Im Dreißigjährigen Krieg kämpfte er auf verschiedenen Schlachtfeldern.
Zunächst kämpfte er 1627 im Krieg zwischen Polen und Schweden. Danach kam er in die Festung Schweidnitz, wo er sich in den Belagerungen auszeichnen können. 1634 kämpfte er in der Schlacht bei Liegnitz und bei der Eroberung von Groß-Glogau. Sein Erfolg erzeugte Neider wie den Grafen Adam von Schwarzenberg, der Burgsdorff immer wieder anschwärzte. Es gelang ihm, eine Untersuchung gegen ihn in Gang zu bringen, die aber auf Befehl des Kurfürsten Friedrich Wilhelm niedergeschlagen wurde.

## Familie
Er war seit 1636 mit Elisabeth von Loeben (1604–1684), der Tochter des kurbrandenburger Geheimrates und Kanzler der Kurmark Johann von Loeben und der Margarete von Winterfeld, verheiratet. Das Paar hatte eine Tochter Margarethe Catharina von Burgsdorff (* 1637; † 1692), die mehrfach verheiratet war. Ihr erster Mann war der kurbrandenburgische Hof- und Kammergerichtsrat Ludwig von Kanitz (oder Canitz) (* 1626; † 1654) aus der preußischen Linie dieser Familie. Aus dieser Ehe ging der spätere Geheime Staatsrat und Wirklich Geheime Rat, Gesandte und Staatsminister Friedrich Rudolph Ludwig von Canitz (* 1654; † 1699) hervor, der 1698 in den Reichsfreiherrnstand erhoben wurde, der Nachwelt aber in erster Linie als Dichter bekannt ist. Ihr zweiter Mann war der Generalfeldmarschall Joachim Rüdiger von der Goltz (1620–1688). Diese Ehe wurde 1674 geschieden. Danach heiratete sie den Franzosen Peter Brunboc de Larrey.

## Bildnisse
Konrad von Burgsdorff war Mitglied der Fruchtbringenden Gesellschaft („Der Einfältige“) und des oben genannten Johanniterorden.
Bildnisse von Burgsdorff befanden sich in der Berliner Siegesallee (Gruppe 24, Marmorbüste von Cuno von Uechtritz-Steinkirch) und im Schlosshof Küstrin (bronzenes Reliefbild). Beide Darstellungen galten seit 1945 als verschollen. Die Büste aus der Siegesallee ist 2011 wieder aufgetaucht und 2012 ausgestellt worden.
Im Jahr 2008 wurde der schwerbeschädigte Zinnsarkophag mit den sterblichen Überresten Konrad von Burgsdorffs bei archäologischen Grabungen am Berliner Schloßplatz in einem verschütteten Gewölbe des ersten Berliner Doms (ehemalige Klosterkirche des Dominikanerklosters Cölln) zusammen mit den Särgen anderer Mitglieder der Familie entdeckt.